# Machine Gun Kelly
George Kelly Barnes, född 18 juli 1895 i Memphis i Tennessee, död 18 juli 1954, var en amerikansk gangster, mer känd under sitt smeknamn Machine Gun Kelly. Smeknamnet kom från hans favoritvapen, Thompson-k-pisten. Ett av hans mest kända brott var kidnappningen av oljemagnaten Charles Urschel i juli 1933, vilket gav en lösensumma på 200 000 dollar. Han greps i Memphis, Tennessee i september 1933 efter en FBI-utredning. 

## Karriär
Kelly var verksam under förbudstiden i USA och hans brottsliga bana inleddes med alkoholsmuggling i hemstaden Memphis i Tennessee. Efter att ha fått problem med de lokala polismyndigheterna valde han att lämna staden och började istället gå under namnet George R. Kelly. År 1928 dömdes han till tre års fängelse för att ha smugglat in alkohol i ett indianreservat i Tulsa i Oklahoma, men släpptes tidigt för gott uppförande.
Strax efter att han kom ut från fängelset gifte han sig med Katherine Thorne, som köpte Kellys första k-pist. Thorne, som kom från en kriminell familj, hade redan ett digert brottsregister och ansträngde sig dessutom för att se till att maken blev ett ökänt namn i den undre världen.  Det har även påståtts att hon var med och planerade mindre bankrån.
Machine Gun Kellys sista kupp blev kidnappningen av den rika Oklahoma City-bon Charles Urschel och hans vän Walter R. Jarrett. Kidnappningen ägde rum på kvällen den 22 juli 1933. Urschel och Jarret spelade kort tillsammans med sina fruar när kidnapparna trängde sig in. Eftersom offren inte ville avslöja vem av dem som var Urschel kidnappade de helt enkelt båda två. Ligan krävde en lösesumma på 200 000 dollar, vilket Urschels familj betalade. När han fördes bort hade Urschel försetts med ögonbindel, men han såg ändå till att samla på sig så mycket information som möjligt, till exempel genom att lyssna på bakgrundsljud och räkna fotsteg. Han såg även till att lämna fingeravtryck längs vägen. Detta, tillsammans med information från Jarrett som släppts tidigt när kidnapparna lyckats identifiera de två, gjorde att FBI kunde spåra platsen de hölls kidnappade på till Paradise i Texas.

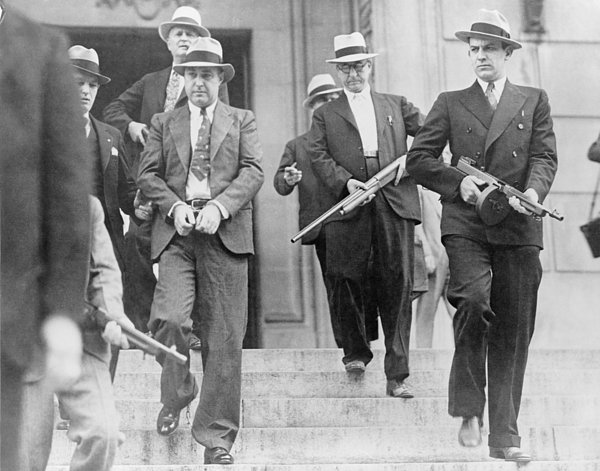
Machinegun Kelly på väg till rättegången för kidnappningen av Charles Urschel

I den följande undersökningen kunde man spåra Kelly till J.C. Tichenors hem i Memphis och den 26 september 1933 slog en grupp specialagenter till mot byggnaden, där Kelly kunde gripas obeväpnad. Enligt legenden ska Kelly vid gripandet ha ropat "Don’t shoot, G-Men! Don’t shoot, G-Men!" vilket gett upphov till en viss mytbildning runt FBI:s agenter och deras smeknamn G-Men (Government Men), vilket tidigare varit smeknamn för alla olika myndighetsagenter. Historien anses dock vara en myt skapad av media. Den 12 oktober samma år dömdes han till livstids fängelse och skickades till Alcatraz. Fallet blev historiskt bland annat på grund av att det var ett av de första större fallen som löstes av det då ännu unga FBI.

## Död
Kelly levde 21 år i fängelse. I Alcatraz fick han smeknamnet "Pop Gun Kelly", eftersom han, enligt en annan fånge, uppförde sig på väl i fängelset och inte alls framstod som den hårdföre gangster hans fru hade fått honom att framstå som. Efter 17 på Alcatraz överfördes han till Leavenworth där han dog av en hjärtattack på sin 59:e födelsedag år 1954.

## I populärkultur
En film om Machine Gun Kelly spelades in 1958. Filmen heter just Machine Gun Kelly. Han är även en central karaktär i filmen Machine Gun Kelly - den hänsynslöse gangstern (originaltitel: Melvin Purvis: G-Man) från 1974. Han förekommer även i många olika sånger. 